# Ibitinga (ort)
Ibitinga är en ort i Brasilien.   Den ligger i kommunen Ibitinga och delstaten São Paulo, i den sydöstra delen av landet, 700 km söder om huvudstaden Brasília. Ibitinga ligger 500 meter över havet och antalet invånare är 49 074.
Terrängen runt Ibitinga är platt, och sluttar söderut. Ibitinga är det största samhället i trakten.
Omgivningarna runt Ibitinga är huvudsakligen savann. Runt Ibitinga är det ganska tätbefolkat, med 86 invånare per kvadratkilometer.